# Macaco-da-noite
Aotus infulatus (Kuhl, 1820) é uma espécie de primatas não humanos, endêmica no Brasil, que são chamados de macacos da noite, ou também de macacos coruja, assim como as demais espécies de seu gênero. Essa espécie é constituída de animais pequenos, arborícolas, sem dimorfismo sexual e de hábitos noturnos. Sobre essa última característica, está relacionada à evolução de seus olhos grandes, adaptados a ambientes com ausência parcial de luz.
Devido a similaridades com a espécie Aotus azarae, existe uma discussão taxonômica se essa de fato seria uma espécie válida ou se seria uma subespécie dos A. azarae. Esses animais são utilizados para estudos da malária, devido a resistência ao agente causador. 
Em inglês, são chamados de "night monkey" ou "owl monkeys.

## Distribuição geográfica
É endêmica no Brasil, ou seja, é uma espécie nativa cuja distribuição está restrita ao Brasil. Está presente nos estados do Amapá, Mato Grosso, Maranhão, Pará, Tocantins e Piauí, sendo residente e nativo em todos estes. Ocorre em pelo menos uma pequena porção do sul do Amapá, nas Ilhas de Marajó e Caviana. A partir daí, ocorre ao sul do rio Amazonas, a leste dos rios Tapajós e Juruena, ao sul e ao longo da margem direita do rio Guaporé, a leste do rio Corixá Grande até o rio Itiguira (afluente do rio Paraguai). No leste de sua distribuição, a espécie pode ser encontrada além da margem direita do rio Paranaíba, porém limitando-se com o início e estabelecimento do bioma caatinga em sua forma mais típica. A sudeste, sua distribuição limita-se com rio Manuel Alves Grande (afluente do rio Tocantins) até a margem esquerda do rio Tocantins (limite ocidental). De maneira geral, a distribuição compreende a região do arco do desmatamento da Amazônia. No entanto, recentemente, esta espécie foi registrada nos municípios de Caxingó e Buriti dos Lopes, Piauí, representando o primeiro registro tanto da espécie como do gênero no Bioma Caatinga.

## Descrição morfológica
A espécie apresenta pelagem de coloração marrom acinzentada no dorso e cor alaranjada na porção ventral, que vai do pescoço até o peito; em alguns indivíduos, o alaranjado chega até a cauda. O comprimento de um macho adulto varia entre 346 mm e 354 mm, se for incluído o tamanho da cauda. Já o comprimento de uma fêmea varia entre 341 mm e 373 mm, se for incluído o tamanho da cauda. Os machos pesam cerca de 1190 g e as fêmeas pesam em torno de 1240 g. Possuem no quarto dígito de ambos os pés uma espécie de garra e a usam para limpeza. As pernas dessa espécie são maiores que os braços, o que a ajuda a pular entre os galhos das árvores.

## Ecologia e comportamento
Aotus infulatus são macacos considerados frugívoros, preferindo frutas pequenas e maduras, mas também podem complementar sua dieta se alimentando de folhas, néctar, flores e insetos. Eles possuem hábitos noturnos, o que pode trazer vantagens e desvantagens para a espécie. A principal desvantagem está relacionada a sua visão, que durante a noite é afetada. Dessa forma, se torna difícil a busca por alimentos, ou seja, durante esse período, os sentidos de olfato e de audição são importantes na localização e captura dos recursos alimentares. Além disso, dificuldade de locomoção no escuro e fatores como altas temperaturas e diferenças de umidade podem representar um perigo para esses animais. A vantagem de forragear à noite é a diminuição da competição por alimentos, além da presença de insetos noturnos maiores, e também da diminuição do risco de predação, já que geralmente a maioria dos predadores noturnos não se alimenta dessas espécies. 
Esses animais passam a maior parte do seu tempo em árvores, ou seja, são considerados arborícolas, dormem e forrageiam na copa das árvores ou em folhagens densas. Normalmente, deixam seu local de dormir alguns minutos após o pôr-do-sol e, depois de passar a noite viajando e forrageando, eles retornam antes do nascer do sol. Tornam-se mais ativos em noites de lua cheia; devido a maior disponibilidade de luz, a distância percorrida por eles durante a noite de lua cheia aumenta até duas vezes, se comparada com noites escuras, ou seja, sem lua cheia. Apesar de ser uma espécie noturna, alguns podem ter uma atividade tanto diurna quanto noturna, como em noites frias e sem lua cheia. 
Essa espécie de macacos da noite possui um sistema de acasalamento monogâmico, não apresentam dimorfismo sexual e vivem em pequenos grupos de aproximadamente quatro indivíduos, com o macho principalmente participando do cuidado parental, zelando pela proteção e alimentação da sua prole. Os indivíduos jovens se dispersam do seu grupo com aproximadamente 2 a 3 anos. 
Esses animais costumam usar sinais químicos para comunicação, através de marcações com urina e outras substâncias odoríferas secretadas pelas suas glândulas de cheiro.  Dessa forma através do odor liberado é possível que ocorra a identificação do sexo, da idade e dos membros dos grupos permitindo, portanto, a comunicação entre eles. Além disso, essas marcações ajudam no deslocamento durante noites mais escuras e auxiliam no retorno aos locais de dormir.

## Relação com a malária
Aotus infulatus é uma importante espécie para estudos com a malária porque ele consegue suportar a infecção provocada por espécies de parasitas causadores da infecção humana, devido a capacidade de seu sistema imunológico em suprimir os parasitas. Em um estudo feito na Amazônia Oriental, utilizaram animais intactos e esplenectomizados (sem o baço). Foi inoculado neles eritrócitos contendo Plasmodium falciparum, onde os animais de fato mostraram-se suscetíveis (principalmente os espécimes esplenectomizados) e assim, modelo confiável para estudos da patologia desses microrganismos, para assim desenvolver novas drogas ao combate da malária e vacinas. 
Pesquisas com esses animais possuem obstáculos pois é difícil obter reagentes específicos para trabalhar com eles e assim avaliar melhor as reações imunes vindas da infecção ou da vacinação. Em resposta a isso, foi feita uma análise genética para avaliar a expressão de citocinas de A. infulatus e Saimiri sciureus, se baseando no DNA humano através de sequenciamento e amplificação genética. Os pares de primers para para IL8, IL17, IL18, IL27 e MIF não conseguiram gerar produtos de amplificação. Quando comparou o DNA humano com o do não-humano encontrou-se um grau de similaridade maior que 90% das interleucinas, exceto a IL3 e IL4 e esses resultados podem ser explicados por pequenas variações nas sequências dos DNAs. Dessa forma essas sequências podem ser a base para o desenvolvimento de ferramentas moleculares, como primers para PCR específicos para A. infulatus. e S. sciureus.

## Conservação
Essa espécie, de acordo com a IUCN, encontra-se classificado como NT (Near Threatened – Quase Ameaçada). Os principais fatores envolvidos com a ameaça desta espécie são a construção de assentamentos rurais (conjunto de unidades agrícolas), atividades agrícolas, pecuária, desmatamento, construção de mais áreas de geração de energia, aumento na quantidade de transportes rodoviários, desconexão e redução no habitat e caça. Fatores mais específicos seriam a redução do habitat no Maranhão e Leste do Pará devido ao desmatamento e fragmentação em tais áreas, a atividade das usinas hidrelétricas em Jamanxim e Tapajós, expansão no cultivo de soja e asfaltamento da transamazônica e BR-163.